# Trstena (Vranje)
Pour les articles homonymes, voir Trstena.
Trstena (en serbe cyrillique : Трстена) est un village de Serbie situé sur le territoire de la Ville de Vranje, district de Pčinja. Au recensement de 2011, il comptait 42 habitants.

## Démographie
| 1948 | 1953 | 1961 | 1971 | 1981 | 1991 | 2002 | 2011 |
| ---- | ---- | ---- | ---- | ---- | ---- | ---- | ---- |
| 466  | 542  | 480  | 377  | 252  | 150  | 63   | 42   |

|  |